# ستانلي ما
ستانلي ما هو شخصية أعمال كندي، ولد في 1950 في هونغ كونغ في الصين.